# IC 2265
IC 2265 је појединачна звијезда у сазвјежђу Рак која се налази на листи објеката дубоког неба у Индекс каталогу.
Деклинација објекта је + 24° 11' 37" а ректасцензија 8h 17m 50,4s.